# Wali Sanga
Dans la tradition javanaise en Indonésie, rapportée notamment par la Babad Tanah Jawi ou « chronique de Java », les Wali Sanga ou « Neuf Saints », qu'on écrit aussi Wali Songo, sont aux 15e et 16e siècles les premiers propagateurs de l'islam à Java. Le mot « wali » est d'origine arabe et veut dire « ami de Dieu ». Le titre de « sunan » qu'ils portent vient du mot javanais susuhunan, lui-même formé sur la base suhun, qui peut signifier "honorer".

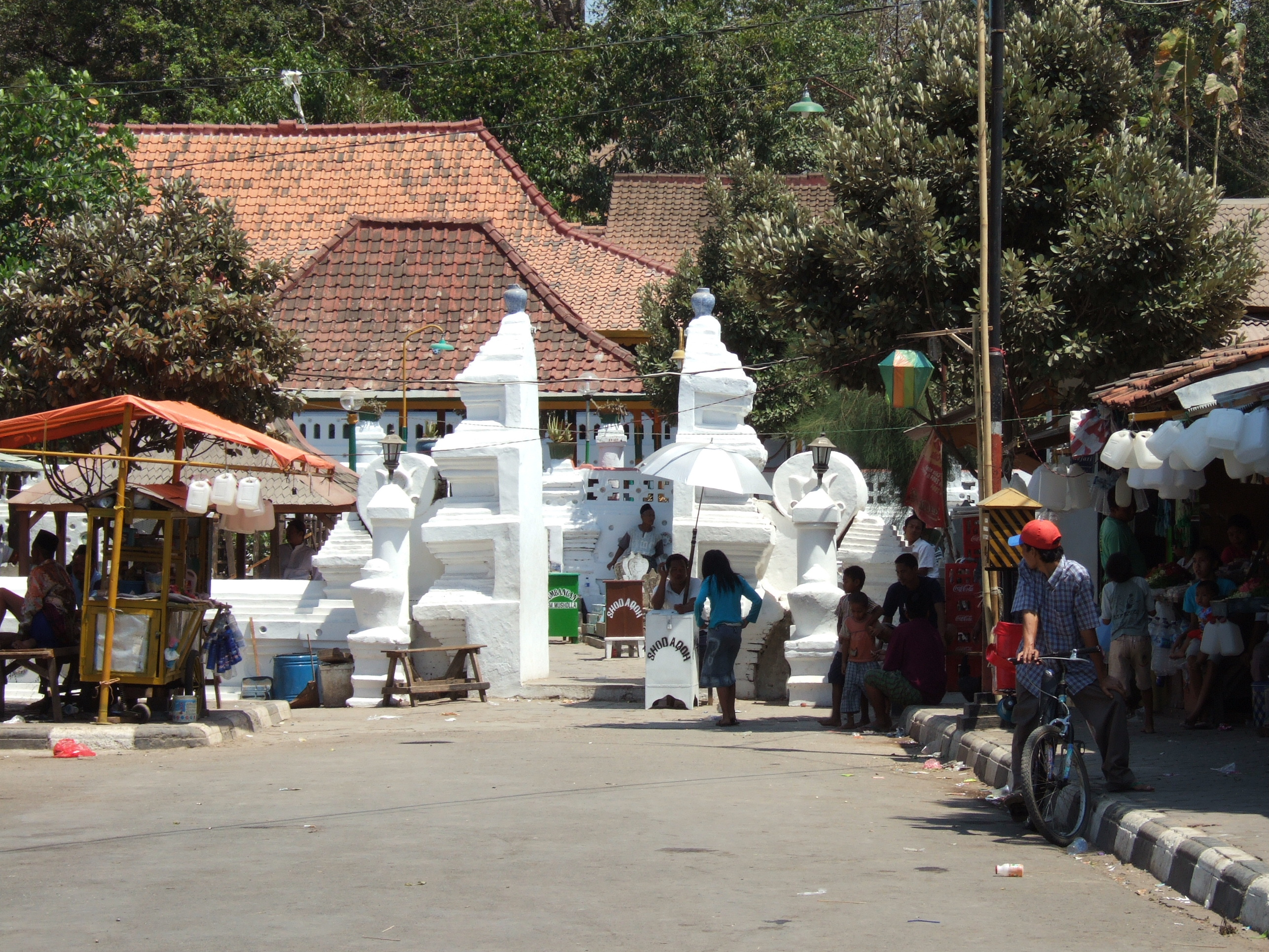
La tombe de Sunan Gunung Jati à Cirebon

Toujours selon la tradition, plusieurs des Wali Sanga seraient d'origine chinoise : Sunan Ampel ou Bong Swi Ho, son fils Sunan Bonang ou Bong Ang, Sunan Kalijaga ou Gan Si Cang, Sunan Gunungjati et Sunan Giri. Certains d'entre eux auraient vécu à Malacca : Sunan Giri, Sunan Bonang et Sunan Walilanang. D'autres encore seraient d'origine arabe.
Les tombes des Wali Sanga sont objet de vénération et le lieu de pèlerinages.

## Les Neuf Saints
Certaines sources présentent des variantes sur l'identité des Neuf Saints, qui peuvent différer des noms mentionnés dans la Babad Tanah Jawi. On trouve par exemple les noms suivants :
- Maulana Malik Ibrahim, dont la tombe est à Gresik
- Sunan Ampel
- Sunan Giri, dont la tombe se trouve à Gresik
- Sunan Bonang, dont la tombe est à Bonang près de Lasem
- Sunan Drajat, dont la tombe est à Lamongan
- Sunan Kalijaga, dont la tombe est à Kadilangu
- Sunan Kudus, dont la tombe est à Kudus
- Sunan Muria, dont la tombe se trouve au mont Muria
- Sunan Gunung Jati, dont la tombe est à Cirebon.

Dans la Babad Tanah Jawi, on trouve encore les noms suivants :
- Sunan Ngampel-Denta
- Sunan Sitijenar
- Sunan Walilanang
- Sunan Bayat, qui serait un "dixième Wali Sanga.

## Sources
Les sources de la tradition des Wali Sanga sont de trois sortes :
- Les récits populaires,
- Des manuscrits conservés dans des palais royaux et considérés comme sacrés,
- Des articles et livres s'efforçant d'établir une certaine réalité historique.

1. ↑  (en) M.C. Ricklefs, A History of Modern Indonesia since c.1300, 2nd Edition, Londres, MacMillan, 1991, 2e éd., relié (ISBN 978-0-333-57689-2, LCCN 94102636), pp. 9-10.
2. ↑  (id) Prof. Dr. Slamet Muljana, RUNTUHNYA KERAJAAN HINDU-JAWA DAN TIMBULNYA NEGARA-NEGARA ISLAM DI NUSANTARA, Yogyakarta, LKiS, 2005, 1re éd., 328 p. (ISBN 978-979-8451-16-4, LCCN 2005406214, lire en ligne), p. 86-101.
3. ↑  (en) M.C. Ricklefs, A History of Modern Indonesia since c.1300, 2nd Edition, Londres, MacMillan, 1991, 2e éd., relié (ISBN 978-0-333-57689-2, LCCN 94102636), p. 10.